# Armorial des communes du Nord

Blason départemental du Nord : D'or au lion de sable armé et lampassé de gueules.

En raison de sa taille conséquente, l'Armorial des communes du Nord est subdivisé en quatre pages :
- Armorial des communes du Nord (A-C)
- Armorial des communes du Nord (D-H)
- Armorial des communes du Nord (I-P)
- Armorial des communes du Nord (Q-Z)

L'ensemble de ces quatre pages donne les armoiries connues (figures et blasonnements) des communes du Nord disposant d'un blason à ce jour. Les armoiries à enquerre sont incluses, mais les pseudo-blasons (dessins d'amateur ne respectant aucune règle de construction héraldique) et les communes ne disposant pas d'un blason sont volontairement exclues de cet armorial.